# ゲルシ・ディアマンティ
ゲルシ・ディアマンティ（Gersi Diamanti 、1999年10月15日 - ）は、アルバニア・ヴロラ出身のプロサッカー選手。ポジションは、フォワード。

## 経歴
2019年3月17日、0-0で引き分けたアウェーのラチ戦の66分にジェヴァヒル・スカイとの交代出場でリーグデビューを果たした。